# Stoppenberger Bach
Der Stoppenberger Bach ist ein kleiner Fluss, der in der Stadt Essen entspringt. Er ist ein rechtes Nebengewässer der Berne.

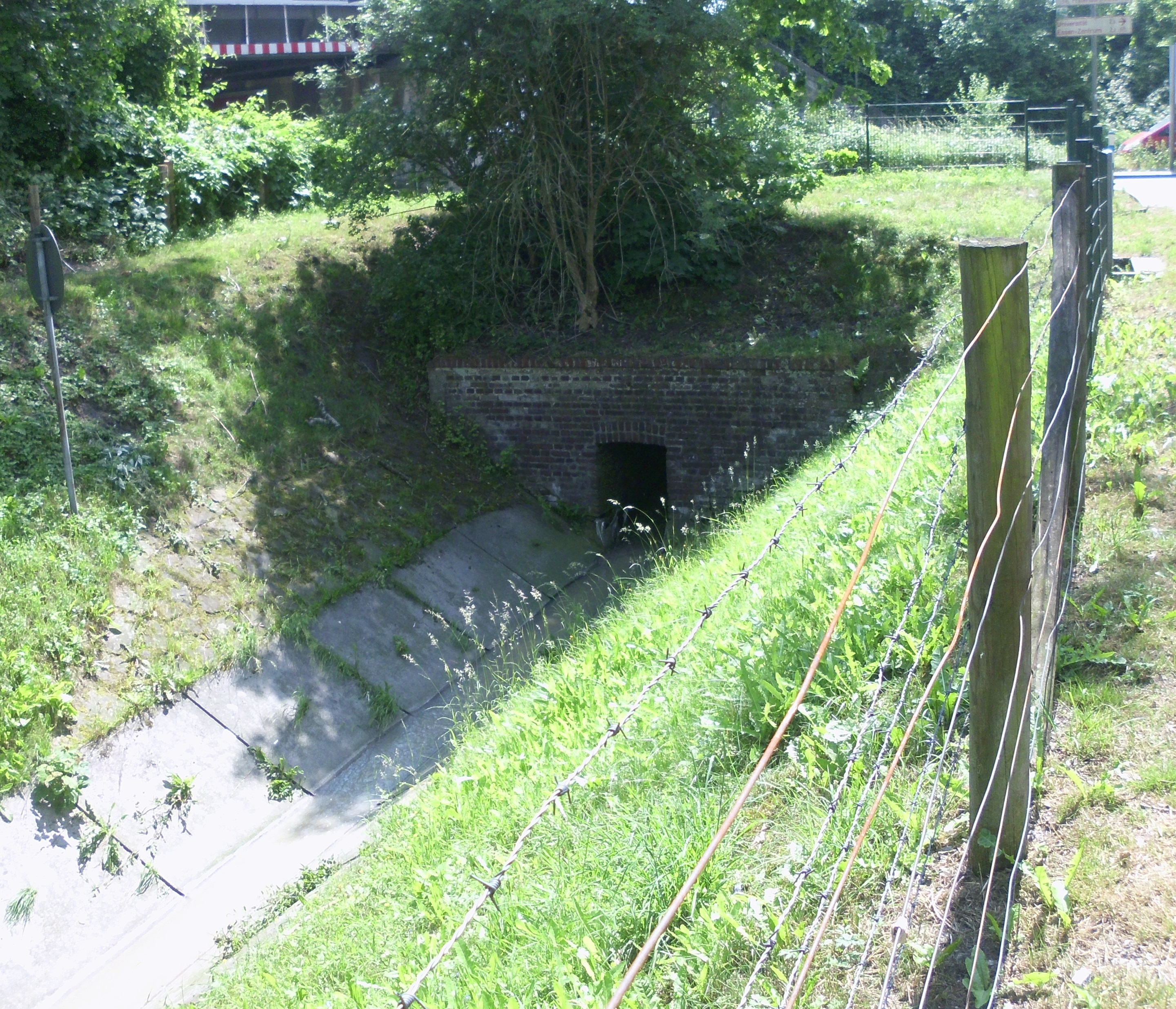
Stoppenberger Bach Austritt

Auf dem ersten Kilometer ist der Stoppenberger Bach verrohrt. Erst an der Elisenstraße tritt er zutage.
 
Unterhalb des Hangetals läuft der Stoppenberger Bach durch ein großes Regenrückhaltebecken.

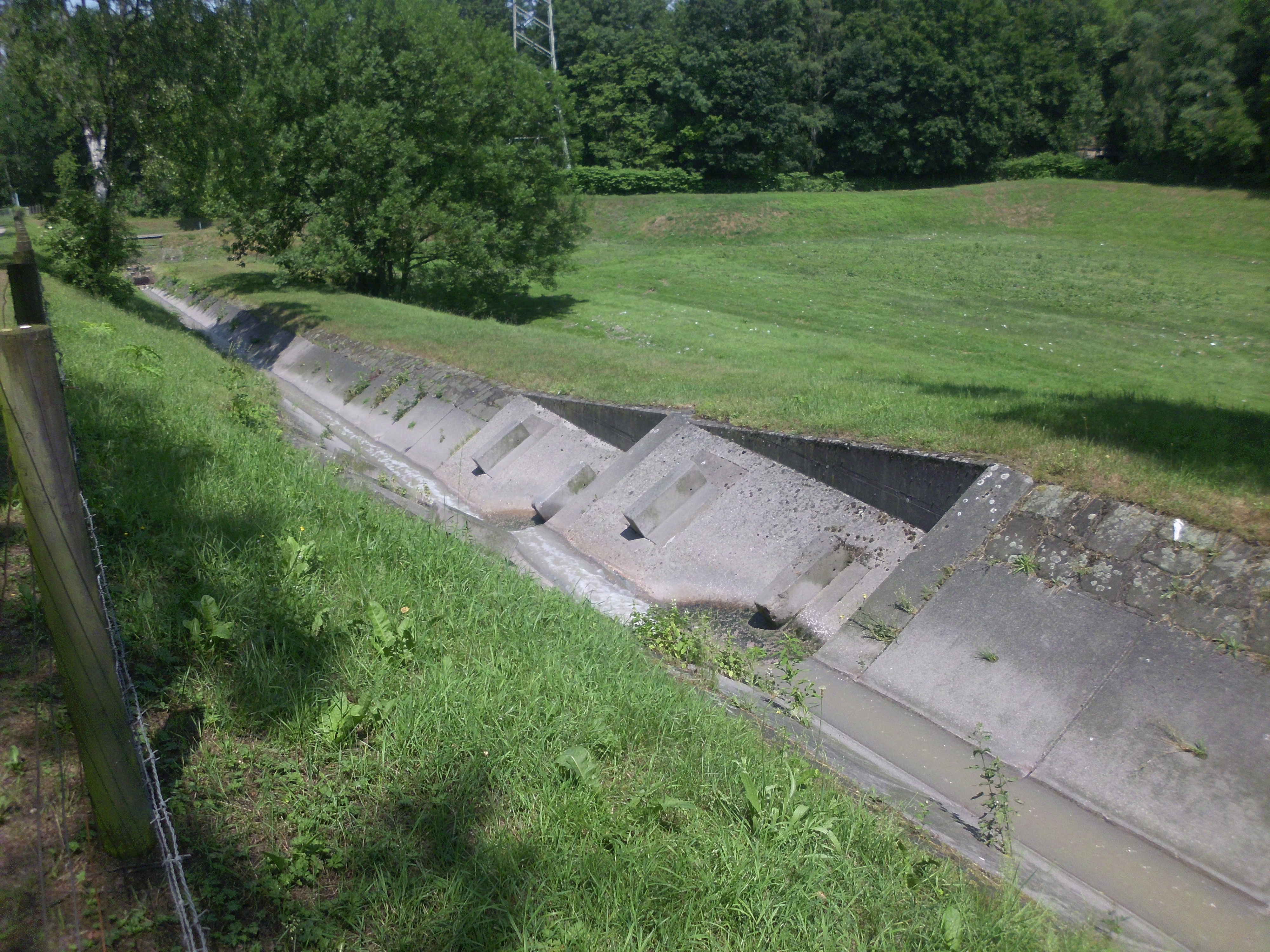
Stoppenberger Bach Regenrückhaltebecken

Auf den ersten etwa 500 m bildet der Stoppenberger Bach die Grenze zwischen den Stadtteilen  Ostviertel und Frillendorf. Danach fließt der Bach durch Stoppenberg und mündet in Altenessen in die Berne.

## Belege
1. ↑  Deutsche Grundkarte 1:5000